# Doubravník
Doubravník je městys v okrese Brno-venkov v Jihomoravském kraji. Rozkládá se v Hornosvratecké vrchovině, v přírodním parku Svratecká hornatina, přibližně 10 kilometrů severozápadně od Tišnova. Žije zde 859 obyvatel. Součástí městyse je kromě samotného Doubravníku také vesnice Křížovice a osada Prudká.
Od roku 2014 zde funguje minipivovar Doubravník.

## Historie
První písemná zmínka o obci pochází z roku 1208.
K 1. lednu 2005 byla obec Doubravník společně s dalšími 23 obcemi převedena z okresu Žďár nad Sázavou (Kraj Vysočina) do okresu Brno-venkov (Jihomoravský kraj).
Od 10. října 2006 byl obci vrácen status městyse.

## Obyvatelstvo
| Rok            | 1869  | 1880  | 1890  | 1900 | 1910  | 1921 | 1930 | 1950 | 1961 | 1970 | 1980 | 1991 | 2001 | 2011 | 2021 |
| -------------- | ----- | ----- | ----- | ---- | ----- | ---- | ---- | ---- | ---- | ---- | ---- | ---- | ---- | ---- | ---- |
| Počet obyvatel | 1 129 | 1 041 | 1 011 | 981  | 1 006 | 998  | 997  | 873  | 866  | 857  | 887  | 835  | 835  | 800  | 792  |
| Počet domů     | 119   | 124   | 124   | 129  | 144   | 145  | 181  | 201  | 198  | 203  | 233  | 284  | 299  | 302  | 308  |

Vývoj počtu obyvatel městysu Doubravník
| Rok            | 1869  | 1880 | 1890 | 1900 | 1910 | 1921 | 1930 | 1950 | 1961 | 1970 | 1980 | 1991 | 2001 | 2011 | 2021 |
| -------------- | ----- | ---- | ---- | ---- | ---- | ---- | ---- | ---- | ---- | ---- | ---- | ---- | ---- | ---- | ---- |
| Počet obyvatel | 1 018 | 940  | 900  | 851  | 877  | 879  | 874  | 798  | 794  | 802  | 840  | 819  | 813  | 788  | 779  |
| Počet domů     | 104   | 108  | 107  | 108  | 124  | 126  | 158  | 180  | 178  | 188  | 220  | 272  | 284  | 286  | 293  |

Vývoj počtu obyvatel části obce Doubravník

## Doprava

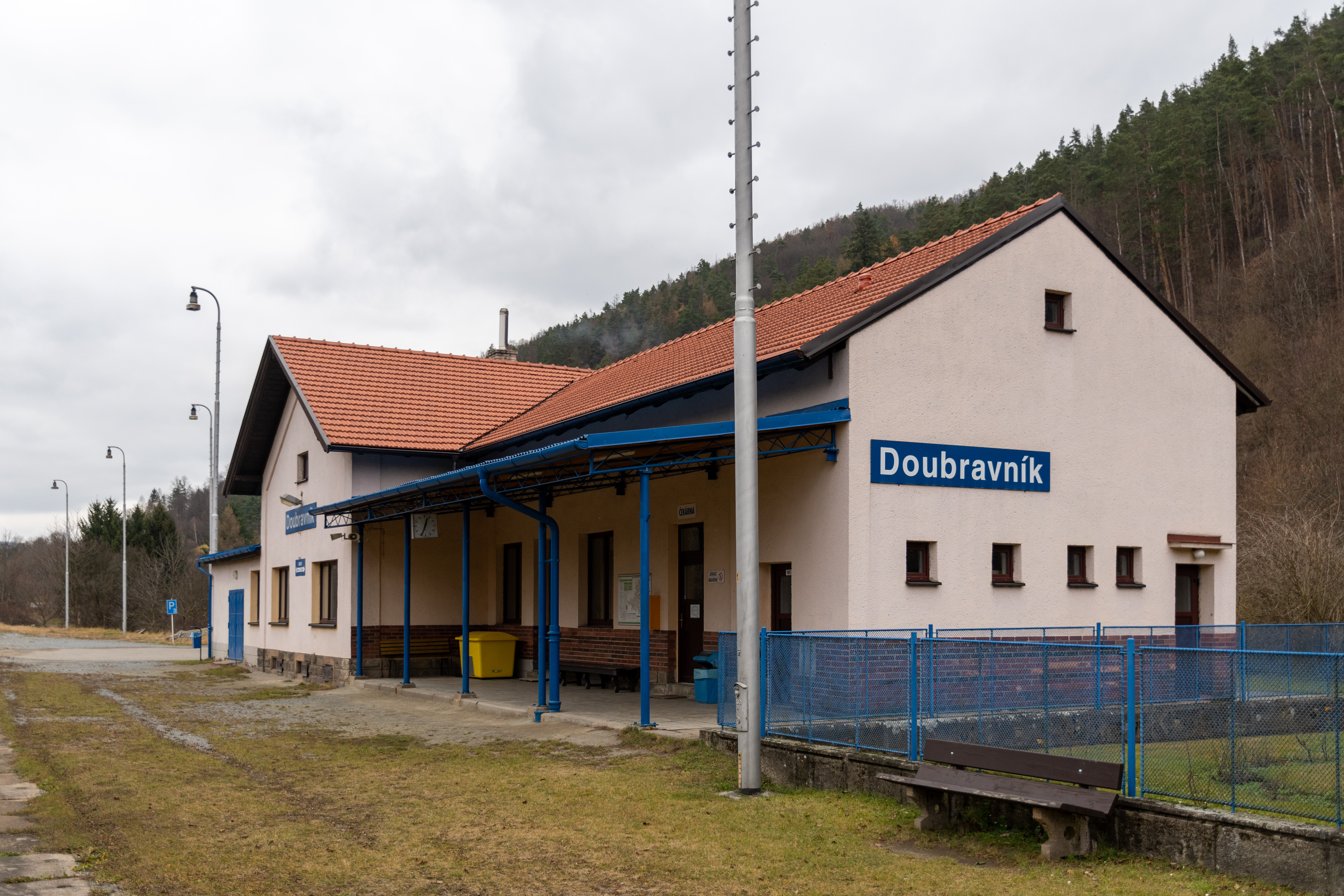
Budova železniční zastávky Doubravník

V severojižním směru, přibližně podél toku Svratky, prochází Doubravníkem silnice II/387, která na severu směřuje přes Černvír do Nedvědice a na jihu přes Borač a Štěpánovice k Předklášteří. Na náměstí z ní vychází silnice III/38514, směřovaná západně údolím potoka Rakovce do Klokočí, a silnice III/38715, jež vede kolem Svratky a dále údolím Křeptovského potoka východním směrem k Lomnici. Z ní se na pravém břehu Svratky odpojuje krátká silnice III/38716 k železniční zastávce. Na severu, v údolí Skorotického potoka, okrajově zasahuje do katastrálního území městyse také silnice III/38714 z Černvíru do Skorotic. Vesnice Křížovice není s centrální částí městyse dopravně spojena, do Křížovic je vedena pouze místní komunikace ze Skorotic.
Kolem Svratky je trasována také jednokolejná neelektrizovaná regionální železniční trať Žďár nad Sázavou – Tišnov, která byla zprovozněna v roce 1905. Zastávka Doubravník se nachází mimo intravilán na pravém břehu Svratky, severně od jádra městyse, s nímž je spojena silnicí (III/38716). U osady Prudká leží zastávka Prudká zastávka, poblíž které prochází trať Doubravnickým tunelem.
Doubravník je od roku 2005 součástí Integrovaného dopravního systému Jihomoravského kraje (IDS JMK). Celý městys se nachází v zóně 350, pouze železniční zastávka Prudká zastávka je v zóně 340. Železniční doprava byla v roce 2023 zajišťována linkou S31 z Tišnova do zastávky Rovné-Divišov, autobusová doprava v rámci IDS JMK pak na linkách č. 334 (Tišnov – Doubravník – Bystřice nad Pernštejnem) a č. 340 (Lomnice – Doubravník – Maňová). Křížovice veřejnou hromadnou dopravou obsluhovány nejsou. Mimo IDS JMK vedly v roce 2023 přes Doubravník i další autobusové linky: regionální z Bystřice nad Pernštejnem do Kuřimi a dálková z Brna do Svratky.
V roce 2022 byly obě železniční zastávky v Doubravníku začleněny také do integrovaného dopravního systému Veřejná doprava Vysočiny, v rámci kterého tvoří přesahovou zónu 916.

## Pamětihodnosti
Historické jádro městyse je od roku 1995 městskou památkovou zónou.
K místním pamětihodnostem patří:
- Goticko-renesanční farní kostel Povýšení svatého Kříže s novogotickou hrobkou Mitrovských z Mitrovic a Nemyšle a s hrobkou Pernštejnů
- Kaple svaté Máří Magdalény na kopci Bozinka
- Vodní mlýn
- Závojského vila s Památníkem akademika Koldy
- Dřevěná lávka přes Svratku v Prudké

## Galerie

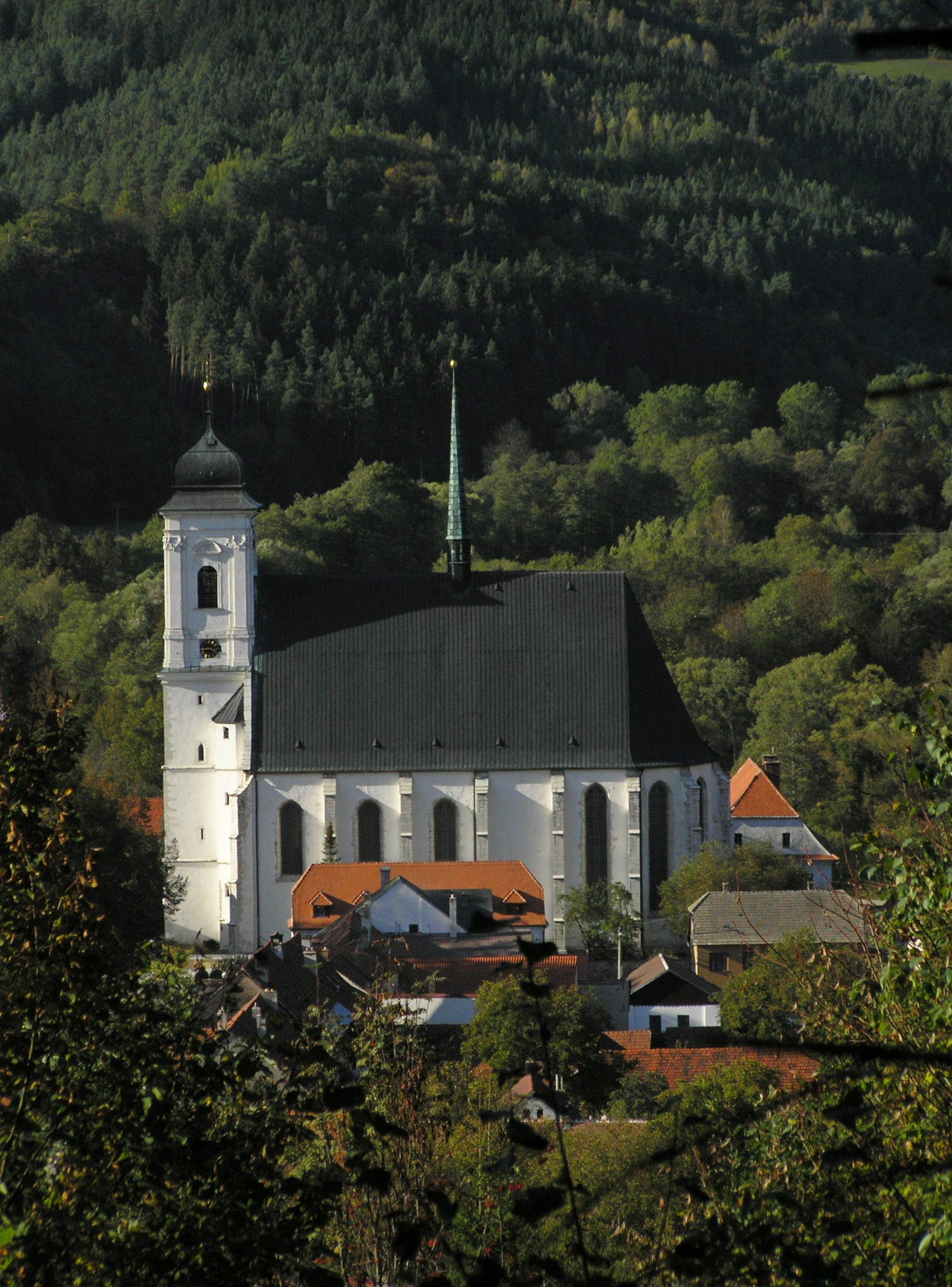
Kostel Povýšení svatého Kříže
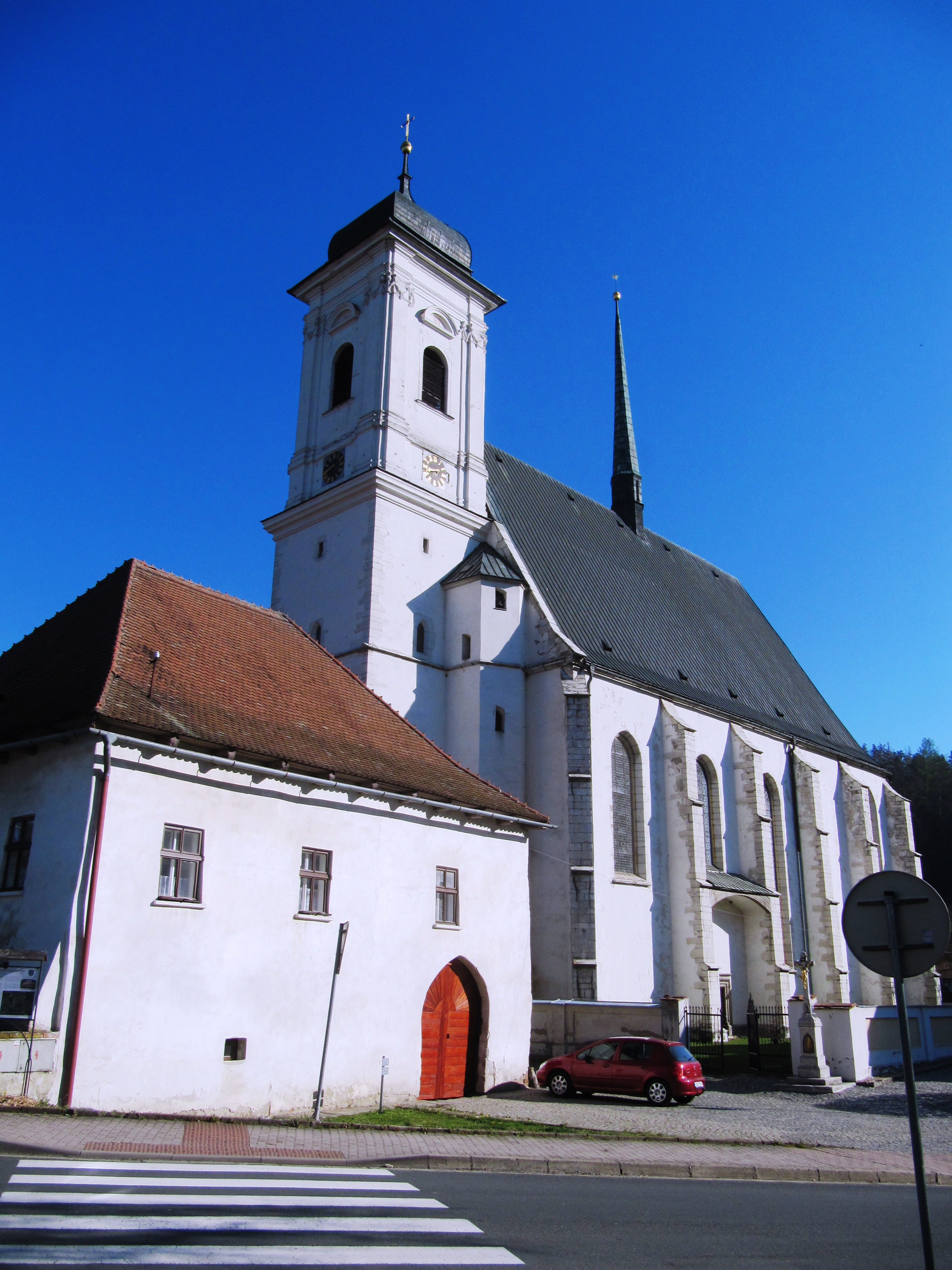
Kostel a budova bývalého proboštství
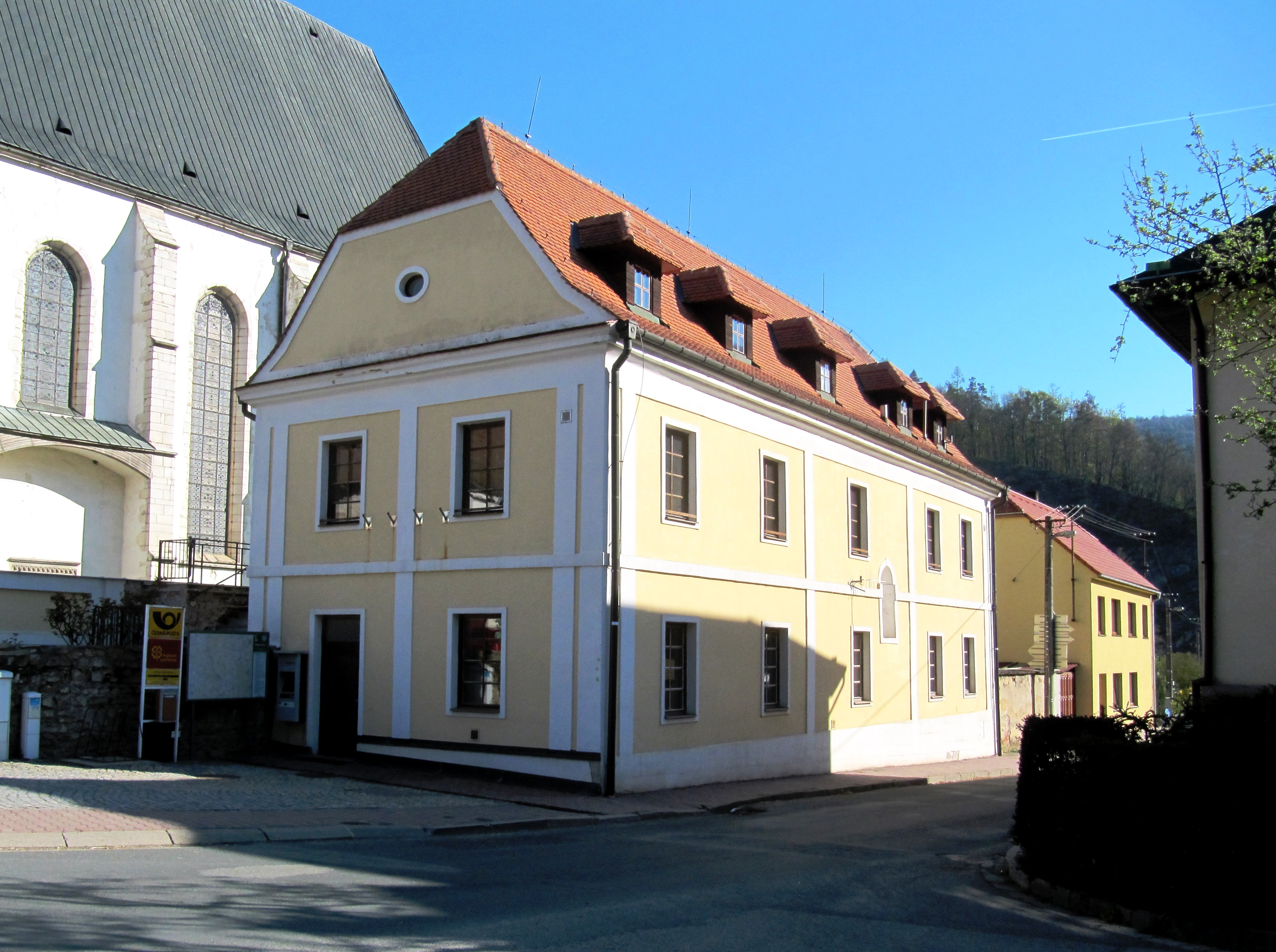
Stará škola, dnes úřad městyse a pošta
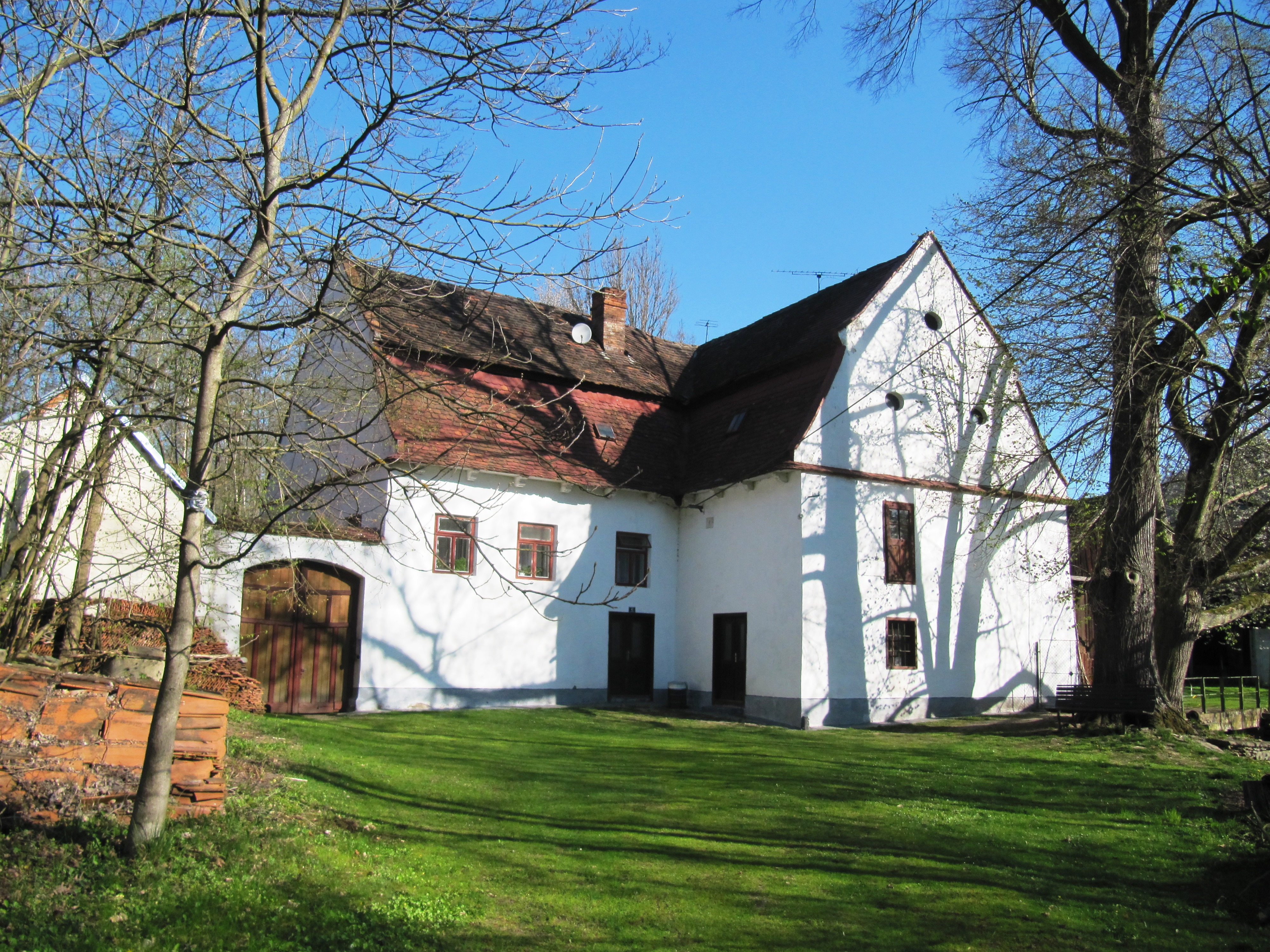
Vodní mlýn
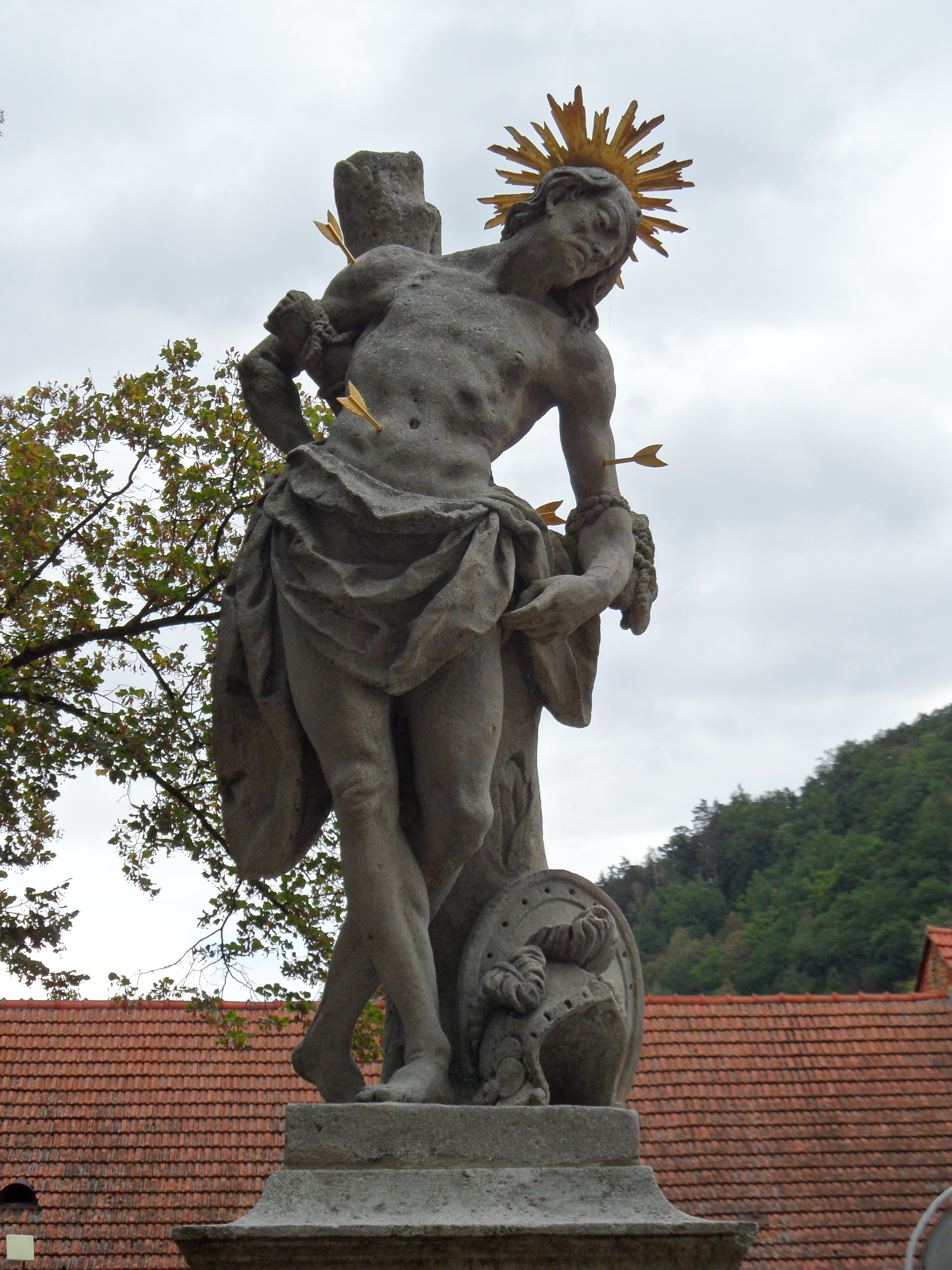
Socha sv. Šebestiána
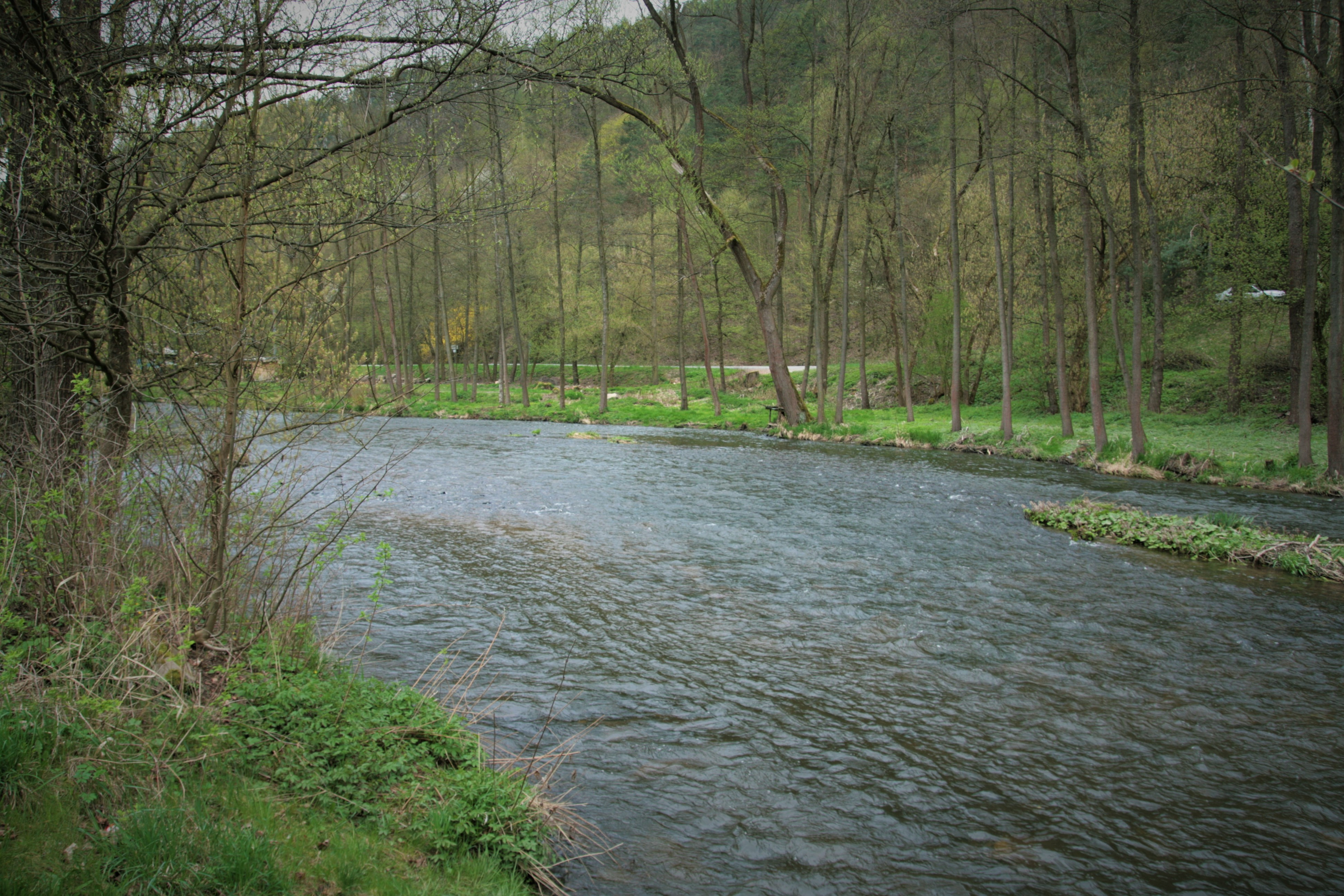
Řeka Svratka